# Goleszów (gmina)
Goleszów – gmina wiejska w województwie śląskim, w powiecie cieszyńskim. W latach 1975–1998 gmina położona była w województwie bielskim.
Siedziba gminy to Goleszów.
Według danych z 30 czerwca 2004 gminę zamieszkiwały 12 033 osoby. Natomiast według danych z 31 grudnia 2017 roku gminę zamieszkiwało 13 122 osób.

## Struktura powierzchni
Według danych z roku 2002 gmina Goleszów ma obszar 65,89 km², w tym:
- użytki rolne: 72%
- użytki leśne: 18%.

Gmina stanowi 9,02% powierzchni powiatu.

## Demografia

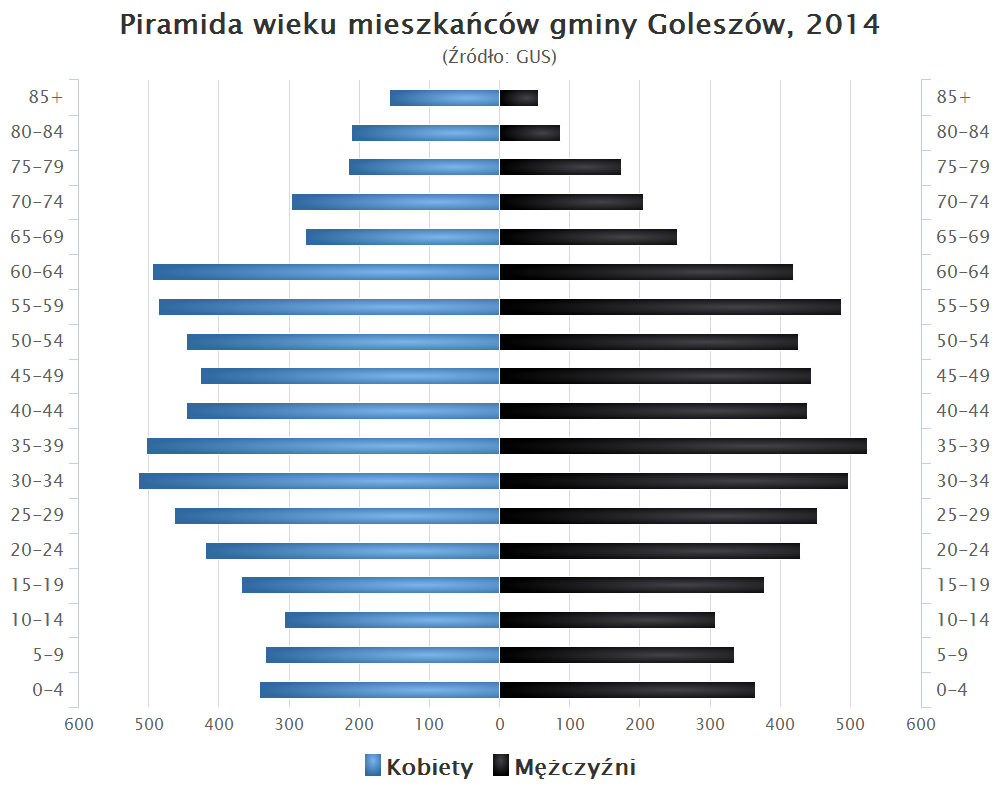
Piramida wieku mieszkańców gminy Goleszów w 2014 roku

Dane z 30 czerwca 2004:
| Opis                              | Ogółem | Ogółem | Kobiety | Kobiety | Mężczyźni | Mężczyźni |
| --------------------------------- | ------ | ------ | ------- | ------- | --------- | --------- |
| jednostka                         | osób   | %      | osób    | %       | osób      | %         |
| populacja                         | 12 033 | 100    | 6269    | 52,1    | 5764      | 47,9      |
| gęstość zaludnienia (mieszk./km²) | 182,6  | 182,6  | 95,1    | 95,1    | 87,5      | 87,5      |

## Miejscowości wchodzące w skład gminy

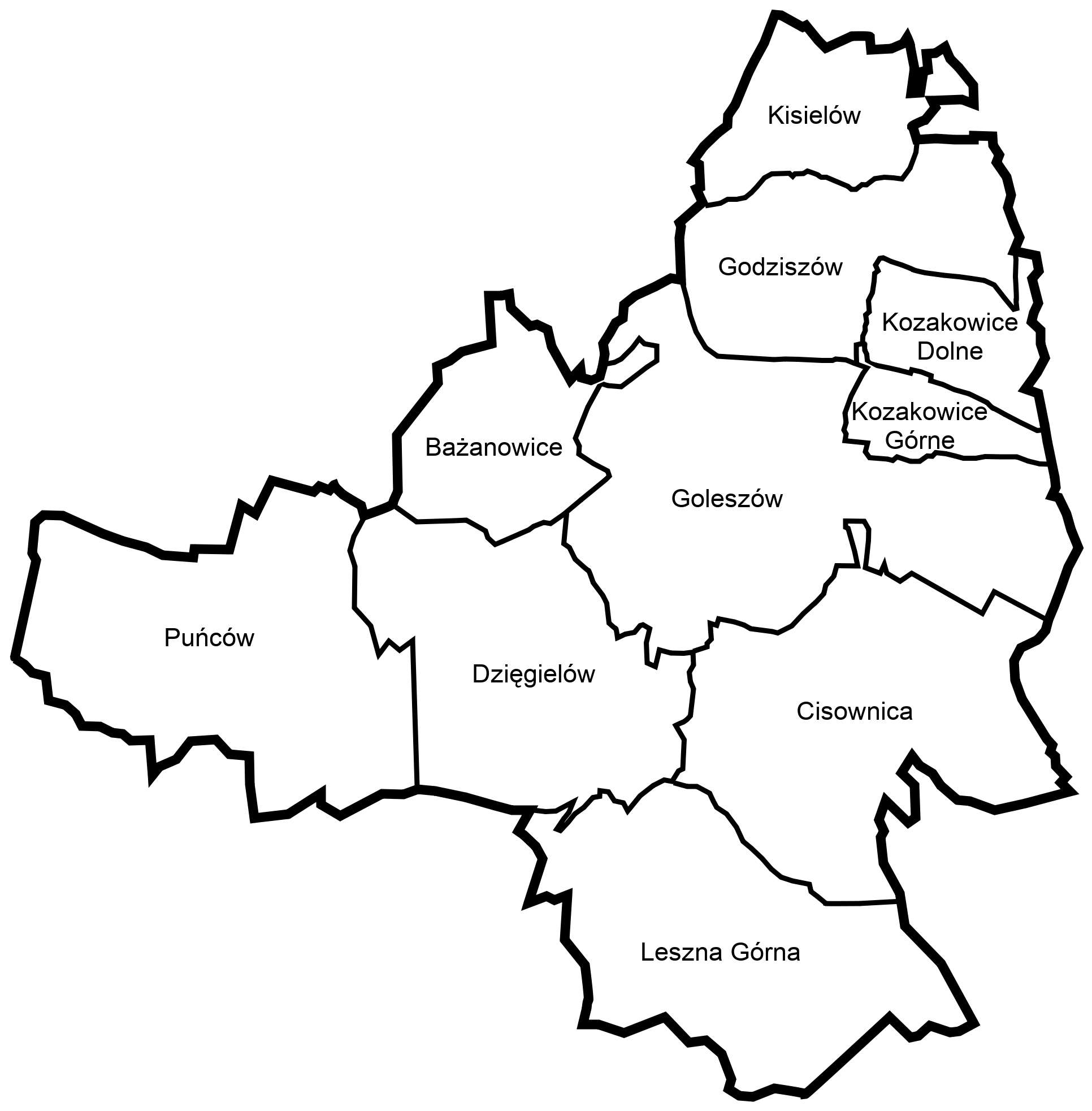
Miejscowości gminy

W skład gminy wchodzi 10 miejscowości i 11 sołectw (miejscowość Goleszów składa się z 3 sołectw, a miejscowości Kozakowice Górne i Kozakowice Dolne składają się na jedno sołectwo o nazwie Kozakowice)
| Miejscowość                                                                          | Powierzchnia (w ha) | Ludność (2005) | Gęstość zaludnienia (os./km²) | Położenie |
| ------------------------------------------------------------------------------------ | ------------------- | -------------- | ----------------------------- | --------- |
| Goleszów (wieś gminna, 3 sołectwa: Goleszów Dolny, Goleszów Górny i Goleszów Równia) | 1211                | 4057           | 335                           |           |
| Bażanowice                                                                           | 381                 | 1145           | 301                           |           |
| Cisownica                                                                            | 955                 | 1671           | 175                           |           |
| Dzięgielów                                                                           | 831                 | 1327           | 159                           |           |
| Godziszów                                                                            | 560                 | 588            | 105                           |           |
| Kisielów                                                                             | 337                 | 623            | 185                           |           |
| Kozakowice Dolne i Kozakowice Górne (sołectwo Kozakowice)                            | 394                 | 655            | 166                           |           |
| Leszna Górna                                                                         | 906                 | 584            | 64                            |           |
| Puńców                                                                               | 1021                | 1516           | 148                           |           |

## Sąsiednie gminy
Cieszyn, Dębowiec, Skoczów, Ustroń. Gmina sąsiaduje z Czechami.